# Морбеньйо
Морбеньйо (італ. Morbegno) — муніципалітет в Італії, у регіоні Ломбардія, провінція Сондріо.
Морбеньйо розташоване на відстані близько 530 км на північний захід від Рима, 80 км на північ від Мілана, 24 км на захід від Сондріо.
Населення — 12 111 осіб (2014).

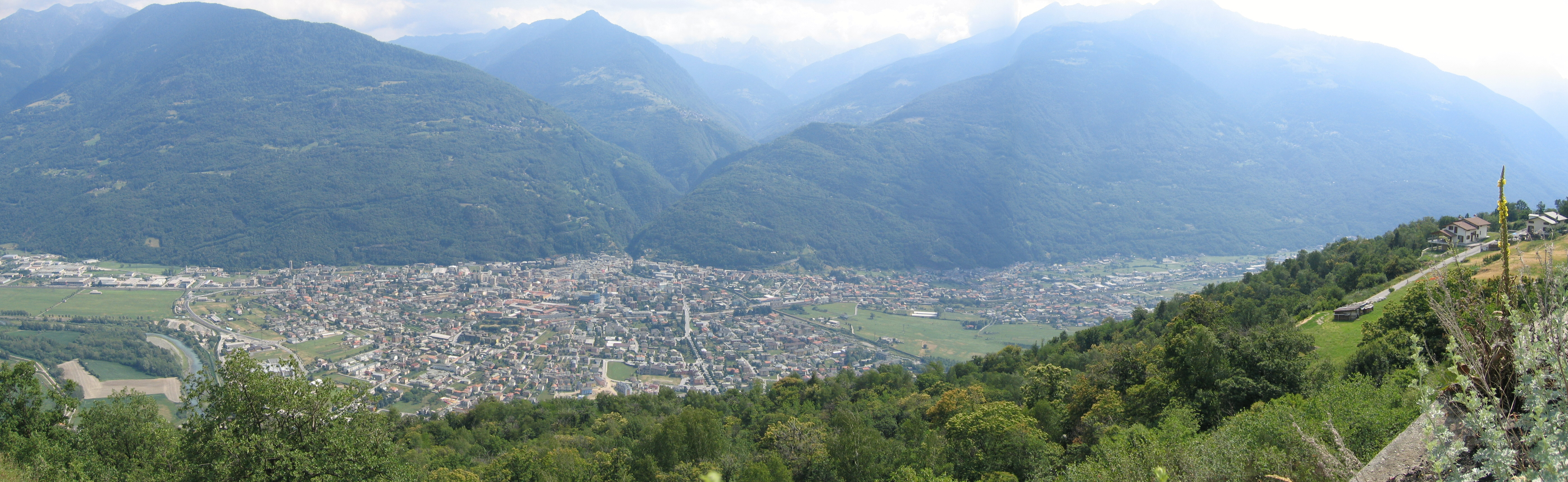

Щорічний фестиваль відбувається 29 червня. Покровитель — святий Петро.

## Демографія
Населення за роками:

Станом на 1 січня 2023 року в муніципалітеті офіційно проживав 841 іноземець з 63 країн, серед них 94 громадяни країн Євросоюзу та 62 громадяни України.

## Сусідні муніципалітети
- Альбаредо-пер-Сан-Марко
- Бема
- Чиво
- Козіо-Вальтелліно
- Даціо
- Таламона
- Траона